# Pycnonotus pseudosimplex
Pycnonotus pseudosimplex és una espècie d'ocell de la família dels picnonòtids (Pycnonotidae). És endèmic de l'illa de Borneo. Els seus hàbitats principals són els boscos tropicals i subtropicals de frondoses humits de les terres baixes i de l'estatge montà. El seu estat de conservació es considera de risc mínim.
És una nova espècie descrita el 2019. Anteriorment es considerava que es tractava d'una variant morfològica del bulbul ullblanc. Tanmateix, l'anàlisi genètica indica que la població d'ulls blancs de Borneo està més estretament relacionada amb el bulbul de front cendrós de l'illa de Palawan a les Filipines.